# Aega magnifica
Aega magnifica là một loài chân đều trong họ Aegidae. Loài này được Dana miêu tả khoa học năm 1853.